# Mark Lynas
Mark Lynas (Figi, 1973) è un giornalista, scrittore e ambientalista britannico, studioso dei cambiamenti climatici.

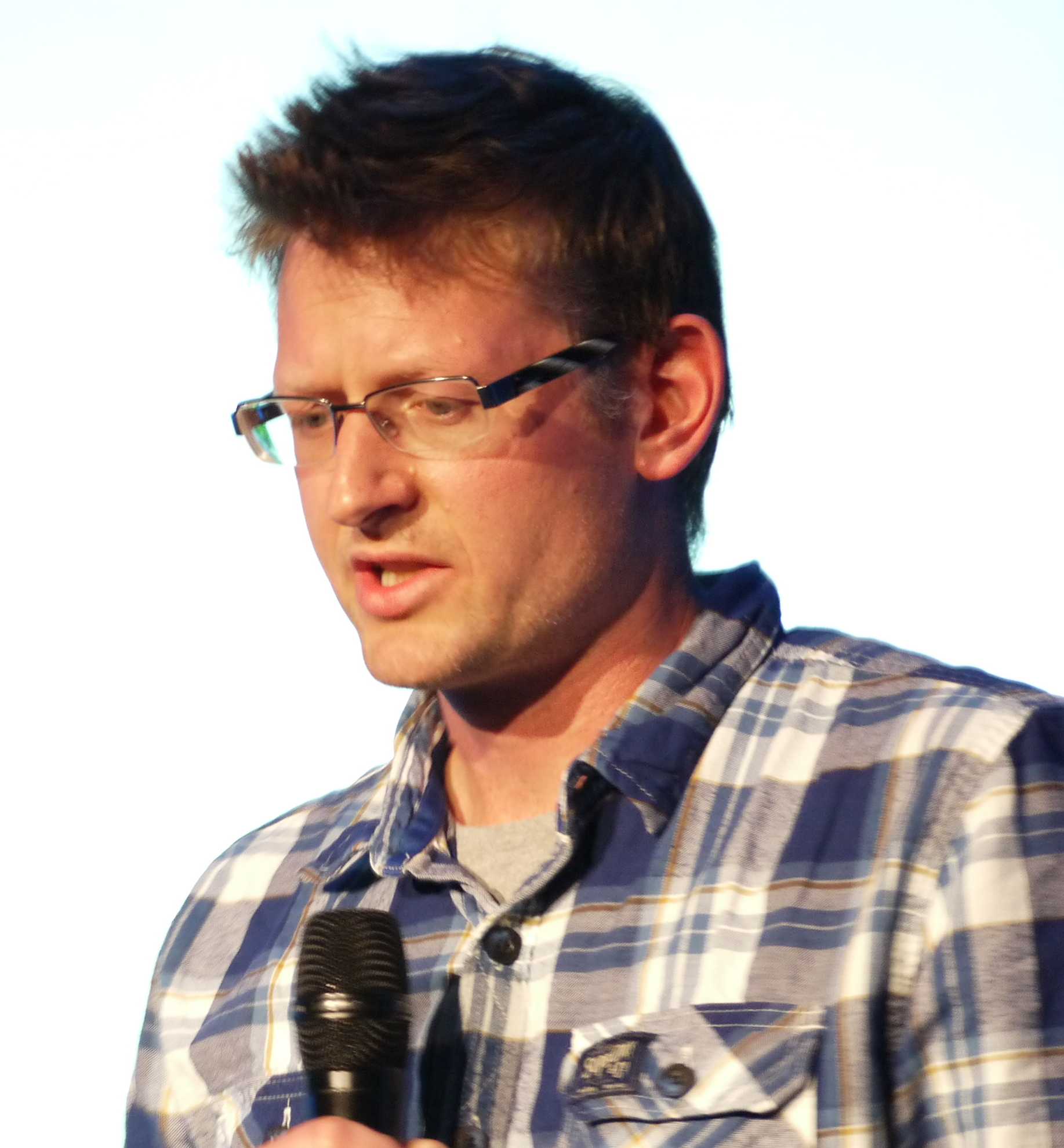
Mark Lynas a QED 2013

Come giornalista, scrive su New Statesman, The Ecologist, Granta, Geographical, The Guardian e The Observer. Ha lavorato sul film The Age of Stupid. È nato sulle isole Figi, è cresciuto in Perù e in Gran Bretagna. Si è laureato in Storia e Politica presso l'Università di Edimburgo. Attualmente vive a Oxford. Ha pubblicato diversi libri tra cui Sei gradi. La sconvolgente verità sul riscaldamento globale (2007) e The God Species: Saving the Planet in the Age of Humans (in italiano La specie di Dio: salvare il pianeta nell'epoca degli esseri umani) (2011).

## Carriera e pubblicazioni
Nel 2001 Lynas ha ottenuto notorietà internazionale per aver tirato una torta in faccia a Bjørn Lomborg durante una lettura del suo libro The Skeptical Environmentalist (L'Ambientalista Scettico), tenutosi da Borders Bookshop a Oxford. Lynas ha motivato il gesto con la frase "pies for damn lies" (una torta per bugie maledette), in protesta contro le asserzioni di Lomborg sugli effetti del riscaldamento globale.
Nel 2004 Lynas pubblica High Tide: The Truth About Our Climate Crisis (Alta marea: La verità sulla nostra crisi climatica) edito da Macmillan Publishers. Inoltre contribuisce alla stesura di Fragile Earth: Views of a Changing World (Terra fragile: Visioni di un mondo che cambia edito da Collins, che presenta immagini del "prima e dopo" di alcuni cambiamenti naturali che il mondo ha subito negli ultimi anni, come lo tsunami nell'Oceano Indiano, l'uragano Katrina e una panoramica sugli effetti dell'azione dell'uomo sul pianeta.
Nel gennaio 2007, Lynas pubblica con Collins Carbon Counter, che contiene le istruzioni per calcolare le emissioni di carbonio personali e fornisce indicazioni su come ridurre il loro impatto sull'atmosfera.
Nel 2007 arriva Six Degrees: Our Future on a Hotter Planet, in Italia tradotto con il titolo Sei gradi. La sconvolgente verità sul riscaldamento globale un'opera che descrive in maniera dettagliata gli effetti del cambiamento climatico sugli ecosistemi terrestri, narrando cosa potrebbe accadere con l'aumento graduale della temperatura media del pianeta a partire da 1 a 6 gradi e più. Lynas si sofferma anche sui meccanismi di retroazione positiva che potrebbero accelerare drammaticamente il cambiamento climatico, portando a crisi come quella che alla fine del Permiano portò alla più grande estinzione di massa mai verificata sul pianeta. Il libro ha vinto il premio Libro dell'anno nel 2008 della Royal Society.
Dagli studi di Lynas, National Geographic ha tratto un documentario intitolatoSei gradi che possono cambiare il mondo, andato in onda il 3 febbraio 2008.
Nel 2010 Lynas pubblica un articolo intitolato Why we greens keep getting it wrong (I motivi per cui noi verdi continuiamo a sbagliare) nel New Statesman. In quell'anno fu anche il principale contribuente al programma tv What the green movement got wrong (Quello che ha sbagliato il movimento dei verdi) andato in onda su Channel 4 nel Regno Unito. In questo programma, Lynas adotta una linea simile a quella di ambientalisti come Patrick Moore, Bjørn Lomborg, Stewart Brand e Richard D. North, spigando come si sentiva, ora che alcune delle sue credenze fondamentali erano sbagliate. Ad esempio, ha suggerito che l’opposizione degli ambientalisti, come se stesso, allo sviluppo dell’energia nucleare sono sbagliate, perché hanno accelerato il cambiamento climatico, e che le colture GM sono necessarie per sfamare il mondo. 
Quest’ultima affermazione è stata criticata da vari cronisti di paesi in via di sviluppo, dicendo che era condiscendente e ingenua, tra cui uno dei quali è stata affrontata in un dibattito andato in onda su Channel 4 subito dopo la messa in onda del programma. Alcuni esperti hanno criticato alcuni errori nel contributo di Lynas nel film. George Monbiot, ambientalista britannico scrisse nel Guardian che “Brand e Lynas si presentano come eretici, ma le loro finzioni convenienti che sono d'accordo con il pensiero del nuovo establishment: aziende, thinktank e politici neoliberali. I veri eretici sono quelli che ci rammentano che né il progresso sociale né quello politico sono possibile senza il confronto sull'energia.” George Monbiot non si oppone più all'utilizzo di energia nucleare come alternativa a fonti di energie altamente inquinanti come il carbone.
A luglio 2011, Lynas pubblica The God Species: How the Plant Can Survive the Age of Humans nel Regno Unito. A ottobre 2011, il libro viene pubblicato negli Stati Uniti da National Geographic con il titolo The God Species: Saving the Planet in the Age of Humans. Lynas sostiene che la Terra è entrata nell’Antropocene e che gli esseri umani sta provocando il cambiamento del clima, dei cicli bio-geochimici, della composizione chimica degli oceani e del colore del cielo e la riduzione del numero delle specie. Basandosi sul concetto dei confini planetari (Planetary boundaries concept), Lynas propone delle soluzioni che hanno suscitato controversie tra ambientalisti quali l’utilizzo di energia nucleare e il reattore integrale veloce (integral fast reactor) per ridurre le emissioni di anidride carbonica e la geo-ingegneria per mitigare l’effetto del riscaldamento globale; o l'ingegneria genetica (trans-genetica per nutrire il mondo, riducendo l’impatto ambientale dell’agricoltura. Nel 2012, Mark Lynas ha ricevuto il Premio Paradigm dal Breakthrough Institute, come riconoscimento del suo leadership intellettuale sull’antropocene.

## Cambiamenti di posizione

### In defence of nuclear power
Nel gennaio del 2012 Lynas pubblica sul proprio sito un articolo in difesa dell'uso dell'energia nucleare, come soluzione alternativa nell'ottica della diminuzione della produzione di gas serra. Nell'articolo spiega che “nel Regno Unito, l’energia nucleare fornisce la maggioranza dell’elettricità a basso emissione di carbonio, fino al 70%, evitando l'emissione di 40 milioni di tonnellate di anidride carbonica all'anno. Per questo motivo vorrei vedere la produzione di più energia nucleare in Gran Bretagna e altrove, per evitare l'emissione più di anidride carbonica". A settembre 2012, Lynas ha scritto un articolo nel Guardian Without nuclear, the battle against global warming is as good as lost (Senza il nucleare, la battaglia contro il riscaldamento globale è persa).
Nel 2013, Lynas pubblica Nuclear 2.0: Why a Green Future Needs Nuclear Power (Nucleare 2.0: I motivi per cui un futuro verde ha bisogno dell'energia nucleare). Lynas è rappresentato nel documentario pro-nucleare Pandora’s Promise. Programmi di ricerca stanno sviluppando il Reattore nucleare di IV generazione, che sfrutta il tipo di energia nucleare descritto in Pandora’s Promise. 
Successivamente ha ribadito in interviste e dibattiti questa sua posizione, che peraltro era già parzialmente riscontrabile nel suo libro del 2007, Six Degrees: Our Future on a Hotter Planet.

### Cambiamento a favore degli OGM
Con il tempo Lynas è giunto a cambiare completamente idea sulle potenzialità riguardo allo sviluppo e all'uso degli organismi geneticamente modificati, contro cui in passato aveva manifestato in forme anche violente. Per questo ha ricevuto forti accuse da parte delle associazioni ambientaliste che un tempo appoggiava, che hanno parlato di opportunismo e insinuato a possibili sovvenzioni occulte, accuse a cui Lynas si è difeso attraverso il suo sito, cercando più volte di articolare la sua scelta, nell'ottica di un futuro in cui a suo parere diventerà sempre più difficile garantire il rifornimento alimentare per tutti.
Nel gennaio 2013 Lynas tiene un discorso alla Oxford Farming Conference, nel quale spiega la sua conversione da organizzatore nel movimento anti-OGM europeo a sostenitore della tecnologia. Ammette “...che nel 2008, scrivevo articoli nel Guardian che attaccavano la scienza delle modifiche genetiche - anche se non avevo fatto alcuna ricerca accademica sull'argomento, e ne avevo una comprensione personale limitata. Penso di non aver mai letto un articolo scientifico sottoposto a peer-review sulla biotecnologia o sulla scienza delle piante...” Chiede scusa per aver partecipato alla manomissione di esperimenti di coltivazioni geneticamente modificate nei campi, aggiungendo che “l’ambientalismo anti-scienza diventava sempre più incompatibile con l’ambientalismo pro-scienza sul cambiamento climatico.” Lynas critica le organizzazioni con il quale era affiliato in precedenza, come Greenpeace e i gruppi commerciali biologici l’U.K. Soil Association, perché ignorano fatti scientifici sulla sicurezza e sui benefici delle coltivazioni geneticamente modificate, perché sono in conflitto con le loro ideologie e afferma che “la sua opposizione agli OGM era completamente sbagliata.”

### Manifesto degli Ecomodernisti
Nell'aprile del 2015, Lynas aderisce ad un gruppo di studiosi che pubblicano Il Manifesto degli Ecomodernisti. Gli altri autori sono:  John Asafu-Adjaye, Linus Blomqvist, Stewart Brand, Barry Brook. Ruth DeFries, Erle Ellis, Christopher Foreman, David Keith, Martin Lewis, Ted Nordhaus, Roger A. Pielke, Jr., Rachel Pritzker, Joyashree Roy, Mark Sagoff, Michael Shellenberger, Robert Stone, e Peter Teague.

## Opere
- High Tide: The Truth About Our Climate Crisis, 2004
- Fragile Earth: Views of a Changing World, 2006
- Gem Carbon Counter, 2007
- Sei gradi. La sconvolgente verità sul riscaldamento globale, (Six Degrees: Our Future on a Hotter Planet) 2007
- The God Species: Saving the Planet in the Age of Humans, 2011
- Nuclear 2.0: Why a Green Future Needs Nuclear Power, 2013
- Seeds of Science: How we got it wrong on GMOs, 2018
- Our Final Warning: Six Degrees of Climate Emergency, 2020